# Kinder Surprise
Kinder Surprise je poslastica namijenjen djeci u obliku čokoladnog jajeta u kojemu se nalazi igračka.
Kinder Suprise je nastao u Italiji 1972. godine. Igračke su se u početku pravile u Produzione Editoriali Aprile, maloj tvrtki iz Torina, Italija, koju su vodili dva brata, Ruggero i Valerio Aprile. Danas ga proizvodi tvrtka Ferrero SpA.
Igračke koje se nalaze u Kinder Suprise nisu pogodne za djecu mlađu od tri godine, jer sadrže male dijelove, te postoji opasnost od gušenja. Prodaju se u cijelom svijetu osim u SAD-u gdje je Komisija za hranu zabranila igračke zbog sigurnosnih razloga. Kinder Suprise se i tamo prodaje, ali bez igračke u njemu.